# Campeonato Paranaense Terceira Divisão 2018
In 2018 werd de 19de editie van het Campeonato Paranaense Terceira Divisão gespeeld voor voetbalclubs uit de Braziliaanse staat Paraná. De competitie werd georganiseerd door de FPF en werd gespeeld van 25 augustus tot 18 november. Nacional werd kampioen.

## Eerste fase
| Plaats | Clu              | Wed. | W | G | V | Saldo | Ptn. |
| ------ | ---------------- | ---- | - | - | - | ----- | ---- |
| 1.     | Apucarana Sports | 8    | 6 | 2 | 0 | 15:1  | 20   |
| 2.     | Nacional         | 8    | 6 | 1 | 1 | 20:7  | 19   |
| 3.     | Grêmio Maringá   | 8    | 6 | 0 | 1 | 18:7  | 18   |
| 4.     | Verê             | 8    | 4 | 1 | 3 | 11:7  | 13   |
| 5.     | Arapongas        | 8    | 3 | 2 | 3 | 9:10  | 11   |
| 6.     | GRECAL           | 8    | 3 | 0 | 5 | 12:13 | 9    |
| 7.     | Campo Mourão     | 8    | 3 | 0 | 5 | 6:16  | 9    |
| 8.     | Cambé            | 8    | 1 | 2 | 5 | 8:15  | 5    |
| 9.     | Colorado         | 8    | 0 | 0 | 8 | 6:29  | 0    |

|  | Geplaatst voor tweede fase |

## Tweede fase
In geval van gelijke stand gaat de club met het beste resultaat in de tweede fase door, beide finalisten promoveren.
|  | halve finale     | halve finale | halve finale | halve finale |  |                  | finale | finale | finale | finale |
|  |                  |              |              |              |  |                  |        |        |        |        |
|  |                  |              |              |              |  |                  |        |        |        |        |
|  | Verê             | 1            | 0            | 1 (2)        |  |                  |        |        |        |        |
|  | Apucarana Sports | 1            | 0            | 1 (4)        |  |                  |        |        |        |        |
|  |                  |              |              |              |  | Apucarana Sports | 0      | 0      | 0      |        |
|  |                  |              |              |              |  | Nacional         | 0      | 1      | 1      |        |
|  | Grêmio Maringá   | 0            |              | 0            |  |                  |        |        |        |        |
|  | Nacional         | 5            |              | 5            |  |                  |        |        |        |        |

Details finale
Heen
|             |                  |                            |          |  |
| 10 november | Apucarana Sports | 0 – 1                      | Nacional |  |
| 10 november |                  | 23' Carlos Eduardo de Melo |          |  |

Terug
|             |          |       |                  |  |
| 18 november | Nacional | 0 – 0 | Apucarana Sports |  |
| 18 november |          |       |                  |  |

## Kampioen
| Campeonato Paranaense Terceira Divisão 2018 |
| Rolândia                                    |
| ------------------------------------------- |
| Nacional Kampioen (2° titel)                |